# Бахтіяр-Коті
Бахтіяр-Коті (перс. بختياركتي) — село в Ірані, у дегестані Газарпей-є Джонубі, у Центральному бахші, шагрестані Амоль остану Мазендеран. За даними перепису 2006 року, його населення становило 204 особи, що проживали у складі 44 сімей.

## Клімат
Середня річна температура становить 17,50 °C, середня максимальна – 32,12 °C, а середня мінімальна – 4,31 °C. Середня річна кількість опадів – 893 мм.
| Клімат поселення                              | Клімат поселення | Клімат поселення | Клімат поселення | Клімат поселення | Клімат поселення | Клімат поселення | Клімат поселення | Клімат поселення | Клімат поселення | Клімат поселення | Клімат поселення | Клімат поселення | Клімат поселення |
| Показник                                      | Січ.             | Лют.             | Бер.             | Квіт.            | Трав.            | Черв.            | Лип.             | Серп.            | Вер.             | Жовт.            | Лист.            | Груд.            |                  |
| Середній максимум, °C                         | 11,56            | 11,68            | 14,93            | 20,93            | 24,46            | 28,32            | 31,67            | 32,12            | 29,11            | 23,92            | 18,62            | 14,42            |                  |
| Середня температура, °C                       | 7,94             | 8,05             | 11,30            | 17,30            | 20,84            | 24,69            | 26,68            | 27,14            | 24,11            | 18,94            | 13,63            | 9,43             |                  |
| Середній мінімум, °C                          | 4,31             | 4,41             | 7,67             | 13,67            | 17,20            | 21,05            | 21,70            | 22,13            | 19,14            | 13,94            | 8,63             | 4,44             |                  |
| Норма опадів, мм                              | 94               | 72               | 62               | 30               | 27               | 24               | 23               | 52               | 99               | 158              | 134              | 118              |                  |
| Середньомісячна швидкість вітру, м/с          | 1.98             | 2.47             | 2.50             | 2.41             | 2.39             | 2.72             | 2.60             | 2.18             | 2.00             | 1.91             | 2.00             | 2.10             |                  |
| Середньомісячна сонячна радіація, кДж/м²·день | 8285             | 10411            | 12443            | 15781            | 19882            | 21759            | 21529            | 18841            | 15295            | 11977            | 9538             | 7759             |                  |
| --------------------------------------------- | ---------------- | ---------------- | ---------------- | ---------------- | ---------------- | ---------------- | ---------------- | ---------------- | ---------------- | ---------------- | ---------------- | ---------------- | ---------------- |
| Джерело:                                      |                  |                  |                  |                  |                  |                  |                  |                  |                  |                  |                  |                  |                  |